# Friedrich Georg Wilhelm von Struve
Friedrich Georg Wilhelm von Struve, in russo Vasilij Jakovlevič Struve (Altona, 15 aprile 1793 – San Pietroburgo, 23 novembre 1864), è stato un astronomo tedesco.

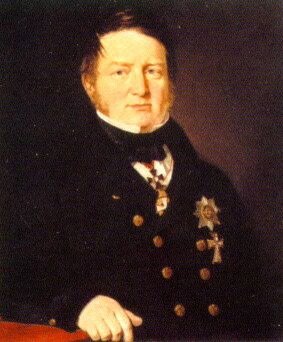
Friedrich Georg Wilhelm von Struve (1793-1864)

La data di morte secondo il calendario giuliano fu l'11 novembre.

## La vita
Nacque ad Altona, in Germania, anche se in quell'epoca faceva parte della Danimarca, figlio di Jacob Struve (1755-1841) e secondo di una dinastia di astronomi attraverso ben 5 generazioni: fu infatti il padre di Otto Wilhelm von Struve, il nonno di Otto Struve e il bisnonno di Hermann Struve. Jacob, il padre di Georg, lasciò la Germania napoleonica per la Lettonia (allora chiamata Livonia, un governatorato dell'Impero Russo) per evitare il servizio militare.
Nel 1808 entrò all'Università di Tartu, dove agli inizi studiò filologia per passare ben presto all'astronomia. Dal 1813 al 1820 insegnò all'università e lavorò presso l'Osservatorio Dorpat di Tartu; nel 1820 divenne professore ordinario e direttore dell'osservatorio.
Friedrich Georg Wilhelm von Struve rimase a Tartu fino al 1839, occupato in studi e ricerche su stelle doppie e geodesia. In quell'anno fondò e divenne il direttore dell'Osservatorio di Pulkovo, vicino a San Pietroburgo. Tra le altre onorificenze, nel 1826 ricevette la Medaglia d'Oro della Royal Astronomical Society. Nel 1845 fu fra i membri fondatori della Società geografica russa. Si ritirò nel 1862 a causa del peggiorare delle sue condizioni di salute.
L'asteroide 768 Struveana venne dedicato congiuntamente in suo onore e in quello di Otto Wilhelm von Struve e di Karl Hermann Struve.

## Il lavoro
Il nome di Struve è conosciuto soprattutto per le sue osservazioni di stelle doppie, che portò avanti per numerosi anni. Benché le stelle doppie furono studiate prima di lui da William Herschel, John Herschel e sir James South, Struve superò ogni sforzo precedente. Egli scoprì un gran numero di stelle doppie e nel 1827 pubblicò le sue scoperte nel catalogo Catalogus novus stellarum duplicium.
Poiché molte stelle doppie sono vere stelle binarie e non mere doppie ottiche (come William Herschel aveva scoperto per primo), esse orbitano intorno al comune baricentro e ciò provoca il lento cambio di posizione negli anni dell'una rispetto all'altra. Struve fece quindi misure micrometriche di 2714 stelle doppie fra il 1824 e il 1837 e pubblicò i suoi risultati nell'opera Stellarum duplicium et multiplicium mensurae micrometricae.
Nel 1843 Struve misurò accuratamente la costante di aberrazione. Egli fu anche il primo a misurare la parallasse di Vega, anche se il primo a misurare la parallasse di una stella fu Friedrich Bessel con 61 Cygni.
Tra i suoi interessi vi era anche la geodesia, e nel 1831 pubblicò il lavoro Beschreibung der Breitengradmessung in den Ostseeprovinzen Russlands. Struve iniziò l'arco geodetico di Struve, una catena di triangolazioni effettuate fra Hammerfest in Norvegia e il Mar Nero, attraverso 10 nazioni e lungo 2 820 chilometri. L'arco geodetico di Struve è oggi nell'elenco dei Patrimoni mondiali dell'umanità dell'UNESCO.

## La famiglia
Nel 1815 sposò ad Altona Emilie Wall (1796-1834), che gli diede 12 figli dei quali 8 superarono l'infanzia. Oltre a Otto Wilhelm von Struve, fra gli altri figli ebbe Heinrich o Genrich Vasil'evič Struve (1822-1908), un valente chimico, e Berngard Vasil'evič Struve (1827-1889), che servì come ufficiale in Siberia e fu successivamente governatore di Astrachan' e Perm'.
Dopo la morte della sua prima moglie, si risposò con Johanna Henriette Francisca Bartels (1807-1867), che gli diede altri 6 figli. Il più noto di essi fu Karl Struve (1835-1907), che divenne ambasciatore russo in Giappone, Stati Uniti e Paesi Bassi.
Il figlio di Bernard, Pëtr Berngardovič Struve (1870-1944) è probabilmente il più noto componente della famiglia in Russia. Egli fu uno dei primi marxisti e compose il Manifesto del Partito Operaio Socialdemocratico Russo nel 1898, data della sua fondazione. Ancor prima che il partito si scindesse in Bolscevichi e Menscevichi, Struve lo lasciò per il Partito Democratico Costituzionale, che promuoveva idee liberali. Rappresentò questo partito a tutte le riunioni della Duma prima della Rivoluzione del 1917, dopo di che pubblicò parecchi articoli sulle sue cause e si unì all'Armata Bianca. Fu ministro nei governi di Pëtr Nikolaevič Vrangel' e Anton Ivanovič Denikin. Nei 30 anni successivi visse a Parigi, mentre i suoi figli ebbero ruoli di spicco nella Chiesa Ortodossa fuori dalla Russia.

## Riconoscimenti
Ha ricevuto la medaglia d'oro della Royal Astronomical Society nel 1826 e la Royal Medal della Royal Society nel 1827